# Artana
Artana település Spanyolországban, Castellón tartományban. Artana Alcúdia de Veo, Betxí, Eslida, Alfondeguilla, Nules, Onda, Tales és La Vall d'Uixó községekkel határos. Lakosainak száma 1971 fő (2024).

## Népesség
A település népessége az elmúlt években az alábbi módon változott:
| Lakosok száma | 1835 | 1851 | 1857 | 1969 | 1990 | 1994 | 1979 | 1947 | 1970 | 1971 |
|               | 2001 | 2004 | 2006 | 2009 | 2011 | 2014 | 2016 | 2019 | 2021 | 2024 |